# شكرا لحضورك
شكرا لحضورك (بالإنجليزية: Thank You for Coming)‏ هو فيلم هندي باللغة الهندية من نوع الكوميديا الجنسية صدر في عام 2023، من إخراج كاران بولاني وإنتاج ريا كابور وإيكتا كابور. كتبه راديكا أناند وبراشاستي سينغ، ويضم في بطولته بومي بدنيكار، شهناز غيل، دولي سينغ، كوشا كابيلا وشيباني بيدي.
عُرض الفيلم لأول مرة في مهرجان تورونتو السينمائي الدولي لعام 2023 ضمن قسم العروض الاحتفالية في 15 سبتمبر 2023، وتم إصداره في دور العرض في 6 أكتوبر 2023. تلقى الفيلم مراجعات متباينة من النقاد، لكنه فشل في شباك التذاكر. وقد واجه انتقادات سلبية من المشاهدين والنقاد بسبب كليشيهاته وحبكته وضعف تصويره السينمائي.

## قصة الفيلم
يتابع الفيلم كانيكا كابور في رحلة بحث عن الحب والمتعة الجنسية. كانيكا، امرأة عازبة تبلغ من العمر 32 عامًا، تعيش مع والدتها د. بينا كابور وجدتها كيشوري كابور. تدخل في علاقات مع صديق جامعي وأستاذ، ولاحقًا مع راهول. على الرغم من محاولاتها، لم تختبر النشوة الجنسية أبدًا. بعد كل انفصال وفي أعياد ميلادها، حين تشعر بالاكتئاب لكونها وحيدة، تدعمها صديقتاها المقربتان بالافي خانا وتينا داس.
في عيد ميلادها الثاني والثلاثين، تحلم كانيكا بأنها ماتت، وعند استيقاظها تتخذ قرارًا بالزواج من جيفان أناند، رجل أعمال كان يلاحقها لفترة طويلة لكنها لم تكن في علاقة جسدية معه. تحذرها والدتها وصديقاتها من شخصيته الخجولة والساذجة، لكنها، خوفًا من الوحدة وانتقادات المجتمع، توافق على الزواج. في صباح اليوم التالي لحفل خطبتها، تتذكر كانيكا بشكل غامض أنها اختبرت النشوة الجنسية في الليلة السابقة، لكنها لا تتذكر مع من كانت. تبدأ رحلة البحث مع صديقتيها للتحقيق في الأمر.
يزورون جيفان أناند، والأستاذ السابق، ثم يستدعيهم راهول، الذي يظهر كفنان يرتدي ملابس نسائية ويخبرها بأنها شجعته ليكون على طبيعته. لكن لا أحد منهم كان معها في تلك الليلة. لاحقًا، تخبرها منافسة قديمة في المدرسة أنها رأت كاران، زوج بالافي، يغادر غرفة كانيكا في الفندق. تشعر كانيكا بالدمار وتتذكر لمحات من الليلة مع كاران أثناء عودتها.
تتلقى مكالمة من رابيا داس، ابنة تينا، تخبرها أن صديقها قام بتصوير فيديو لهما ونشره على الإنترنت، مما أثار فضيحة. بعد تعرضها لحادث بسيط، تقرر كانيكا فسخ خطبتها مع جيفان.
عند وصولها إلى المنزل، تهاجمها بالافي متهمةً إياها بخيانة زوجها، وتلومها تينا على النصائح السيئة التي قدمتها لابنتها رابيا. تنقذها والدتها وجدتها وتواسيانها. بعد حديث طويل مع والدتها، تتذكر كانيكا الليلة: كاران كان قد وضعها في السرير وهي في حالة سكر وغادر، لكنها بعد ذلك قامت بممارسة العادة السرية وحققت النشوة بنفسها.
تذهب كانيكا إلى مدرسة رابيا حيث تستعد للاعتذار علناً. تأخذ كانيكا الميكروفون وتشجع النساء على عدم الخجل من رغباتهن الجنسية. تتبعها رابيا وترفض الاعتذار. تدرك بالافي خطأها، وتتصالح الصديقات الثلاث.
ينتهي الفيلم بكانيكا وهي سعيدة بعزوبيتها وراضية عن حياتها.

## الممثلون
- بومي بدنيكار في دور كانيكا كابور
- دوللي سينغ في دور بالافي خانا
- شيباني بيدي في دور تينا داس
- شهناز غيل في دور روشي كالرا

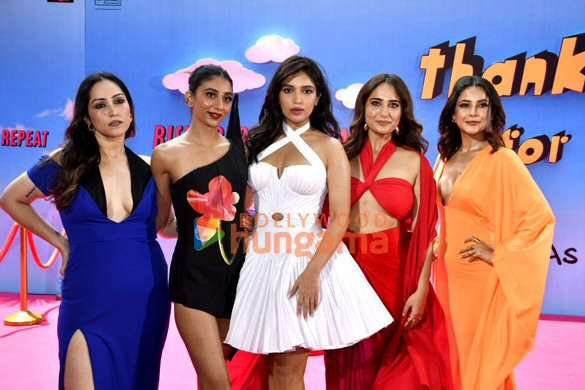
بطلات فيلم شكراً لحضورك. من اليمين إلى اليسار: شهناز غيل، كوشا كابيلا، بومي بدنيكار، دوللي سينغ، شيباني بيدي.

- كوشا كابيلا في دور نهى الملقبة بـ"الملكة"
- ناتاشا راستوغي في دور الدكتورة بينا كابور، والدة كانيكا
- دوللي أهلواليا في دور كيشوري كابور
- برادهومان سينغ في دور جيفان أناند
- كاران كوندرا في دور أرجون مالهوترا
- غاوتميك في دور كاران، زوج بالافي
- سوشانت ديفغيكار في دور راهول/أنجالي
- سالوني دايني في دور رابية داس، ابنة تينا
- أنيل كابور في دور الأستاذ (ظهور خاص)

## الاستقبال

### تقييم النقاد
- على موقع روتن توميتوز، حصل الفيلم على تقييم إيجابي بنسبة 79% بناءً على 14 مراجعة، مع متوسط تقييم 6.5/10.
- شوبرا غوبتا من صحيفة إكسبريس الهندية منحت الفيلم 3/5 نجوم، مشيرة إلى أن "فيلم بومي بيدنيكار هو صفعة مؤثرة على وجه الكم الهائل من الأفلام التي تتحدث عن الأولاد المرفهين ولعبهم الفاسدة".[4]
- ماريا إي. جيتس من موقع إندي واير أعطت الفيلم درجة -B، قائلة إن "النص يحاول معالجة العديد من القضايا المواضيعية، مما يترك معظمها دون تعمق كافٍ. ولكن من الصعب إنكار جاذبية بومي بيدنيكار الساحرة".[5]
- ميرا نافلاكها من موقع ماشابل الإخباري كتبت مراجعة أكثر إيجابية، قائلة: "إذا كان هدف الفيلم تقديم قصة نسوية مليئة بالمرح للهند الحديثة، فقد نجح في ذلك - وبطريقة ممتعة. إنه إضافة مرحب بها لهذا النوع، مؤكداً أن القصص النسائية تستحق أن تُروى بروح فكاهية ومعنى".[6]

### شباك التذاكر
حقق الفيلم إيرادات بلغت ₹0.8 كرور في يوم افتتاحه، مع متوسط إشغال بلغ 67.52%.
شهد اليوم الثاني نمواً بنسبة 44%، حيث حقق ₹1.15 كرور، لكنه شهد تراجعاً مستمراً بعد ذلك.
حتى تاريخ 29 نوفمبر 2023، حقق الفيلم إجمالي إيرادات ₹8.73 كرور في الهند و₹0.91 كرور في الأسواق الخارجية، بإجمالي عالمي قدره ₹9.64 كرور.

## وصلات خارجية
- شكرا لحضورك على موقع IMDb (الإنجليزية)
- شكرا لحضورك على موقع روتن توميتوز (الإنجليزية)
- شكرا لحضورك على موقع قاعدة بيانات الفيلم (الإنجليزية)
- شكرا لحضورك على موقع ليتربوكسد (الإنجليزية)